# Osbornellus lineatus
Osbornellus lineatus är en insektsart som beskrevs av Beamer 1937. Osbornellus lineatus ingår i släktet Osbornellus och familjen dvärgstritar. Inga underarter finns listade i Catalogue of Life.